# 中德（沈阳）高端装备制造产业园

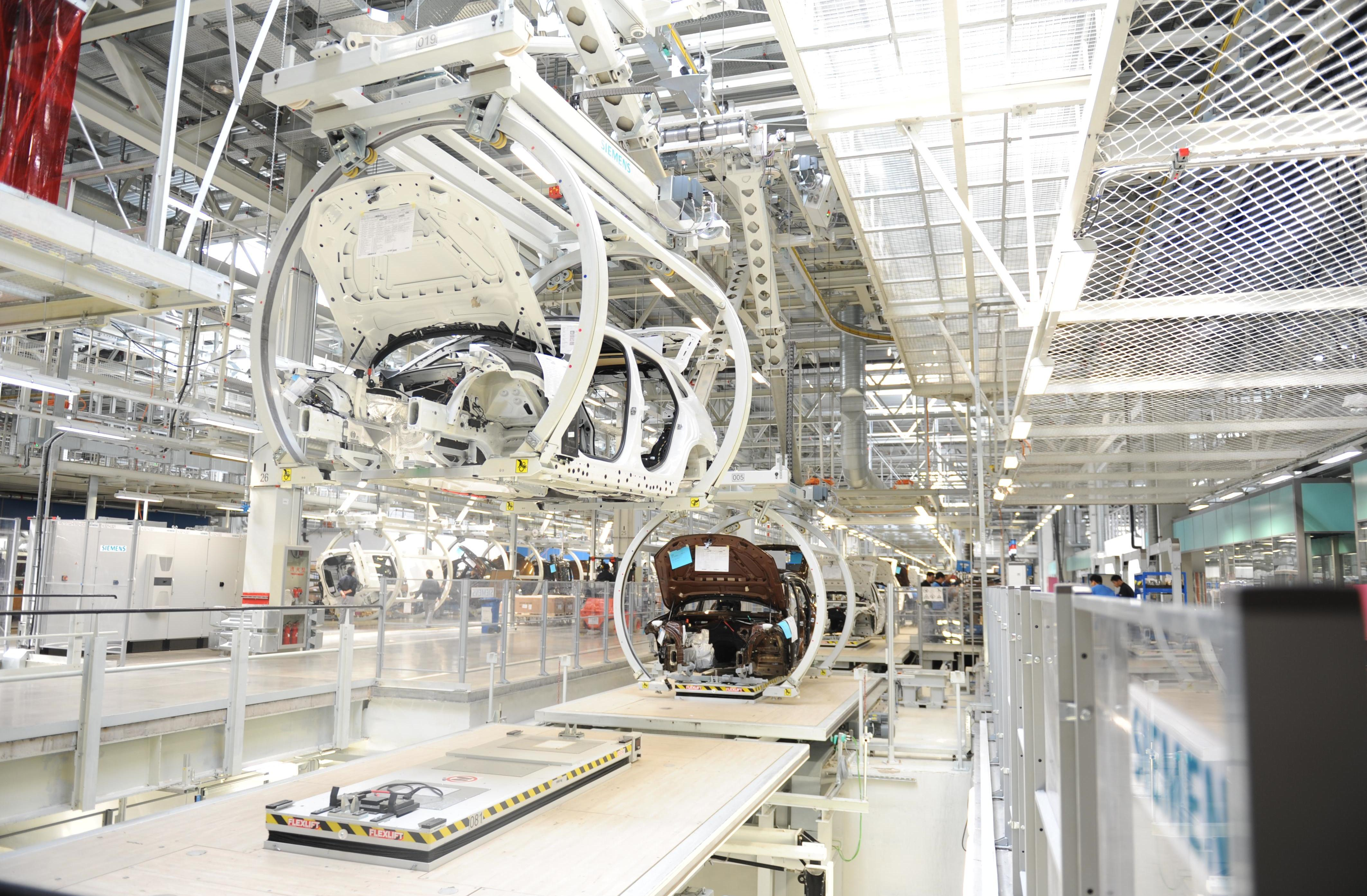
中德装备园的BMW廠

中德（沈阳）高端装备制造产业园，简称中德装备园，是沈阳市所辖的国家级产业园区，位于中国辽宁省沈阳市铁西区，是中华人民共和国和德意志联邦共和国两国政府间重要的国际合作项目。